# OneXPlayer
| QS-Informatik | Dieser Artikel wurde wegen inhaltlicher Mängel auf der Qualitätssicherungsseite der Redaktion Informatik eingetragen. Dies geschieht, um die Qualität der Artikel aus dem Themengebiet Informatik auf ein akzeptables Niveau zu bringen. Hilf mit, die inhaltlichen Mängel dieses Artikels zu beseitigen, und beteilige dich an der Diskussion! (+) |

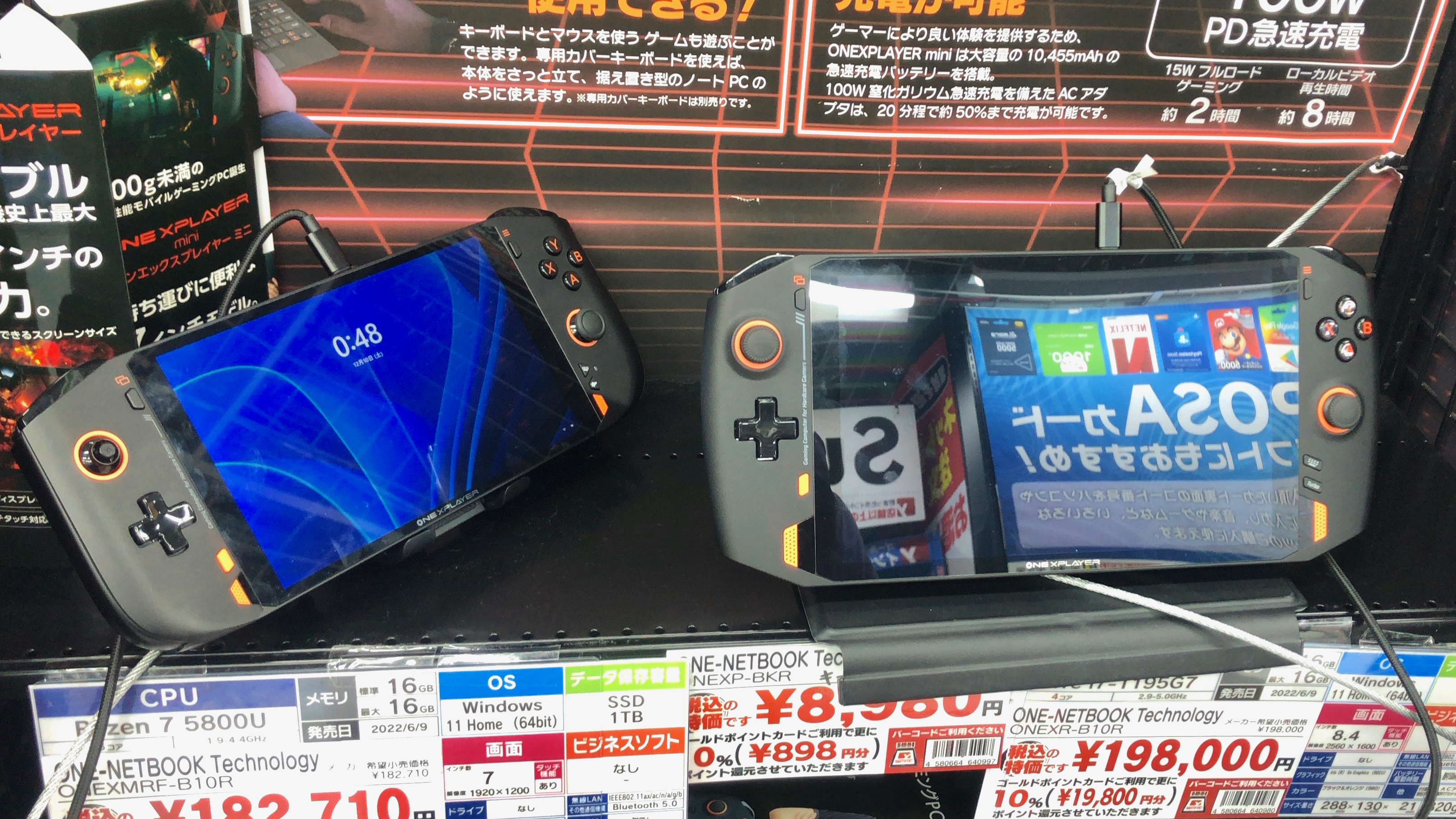
Hier kann man den OneXPlayer (1S) und den OneXPlayer Mini Modell sehen.

Der OneXPlayer ist ein x86-basierter Handheld PC, der mit Windows 10 ausgeliefert wurde. Der OneXPlayer ist ein Produkt von der chinesischen Firma One-Netbook, das am 10. Mai 2021 auf der Crowdfunding-Kampagne Indiegogo veröffentlicht wurde bzw. erworben werden konnte. Vorgestellt wurde es im März 2021, und One-Netbook verriet dann die Preise des Windows Handheld PCs. Der Nachfolger des OneXPlayers ist der OneXPlayer 2.

## Hardware
Der OneXPlayer verwendet vier verschiedene CPU Ausrichtungen von Intel (Tiger Lake), den Intel Core i5 1135G7, Intel Core i7 1165G7, Intel Core i7 1185G7 und den Intel Core i7 1195G7. Die drei Intel Core i7 Modelle verwenden als iGPU eine Intel Iris Xe Graphics 96EUs; der Intel Core i5 nutzt ebenfalls eine Iris Xe Graphics, diese hat aber nur 80 EUs. Der OneXPlayer hat 16 GB LPDDR mit 4 × 4 GB mit jeweils 4266 MHz Arbeitsspeicher, mit einer 512 GB bis 2 TB SSD (je nach Wahl). Zusätzlicher Speicher ist über einer micro-SD Kartensteckplatz verfügbar. Die iGPU des OneXPlayers ist in etwa so leistungsfähig wie eine PlayStation 4 (oder ein Steam Deck, das eine Custom AMD APU verwendet). Es verfügt über zwei Analogsticks, ABXY-Tasten und zwei Schultertasten auf jeder Seite des Geräts. Der OneXPlayer hatte später auch eine Modellauswahl mit einem AMD Ryzen 7 4800U, AMD Ryzen 7 5700U und den AMD Ryzen 7 5800U; diese hatten eine AMD Radeon Vega 8 iGPU, die Speicher und Arbeitsspeicher-Ausstattung blieb gleich. Die Hardware/specs bzw. Leistung sind identisch mit dem GPD Win 3.

## Display
Die Haupteinheit des OneXPlayers ist für den Handheld-Einsatz konzipiert. Es hat einen 8,4-Zoll-Bildschirm großes Touchscreen-LC-Display mit einer Auflösung von 2560 × 1600 Pixeln (2,5K).

## Konnektivität
Der OneXPlayer unterstützt Bluetooth für Eingabegeräte und verfügt über eine integrierte Wi-Fi-Netzwerkunterstützung und hat einen Kopfhörer-Anschluss. Es hatte einen USB-3.0 und zwei USB-4.0 (eins davon unterstützt Thunderbolt, um eine externe Grafikkarte anschließen zu können), und dass andere um den OneXPlayer aufzuladen.

## Energieversorgung
Der OneXPlayer enthält einen 65,5-Wattstunden-Akku mit 15.300 mAh der per USB-C bis zu 65 Watt geladen werden kann, der laut One-Netbook für „leichtere Anwendungsfälle wie Office, Web-Browsing, Videos“ geeignet sei. Bei aufwendigeren Anwendungen wie Spielen oder Videoschnitt konnte die Akkulaufzeit (je nach Situation) auf ca. 1-3 oder 4 Stunden fallen.